# Syzygium cinereum
Syzygium cinereum är en myrtenväxtart som först beskrevs av Wilhelm Sulpiz Kurz, och fick sitt nu gällande namn av Chantaran. och John Adrian Naicker Parnell. Syzygium cinereum ingår i släktet Syzygium och familjen myrtenväxter. Inga underarter finns listade i Catalogue of Life.